# 兴业东路站
兴业东路站是佛山地铁3号线的一个车站，位于中国广东省佛山市南海区兴业东路。该站于2024年8月23日启用。

## 车站结构

### 车站楼层
本站为地下三层岛式车站，全长193.1米，标准段宽为19.9米，车站基坑开挖深度为20.40至22.98米，建筑面积约13,664.2平方米。
| 地下一层 | 站厅     | 售票机、客服中心、商店、警务室、安检设施 |  |  |
| 地下二层 | 设备层   | 车站设备                                 |  |  |
| 地下三层 | 1 站台   | █3号线 佛山大学方向（下站：科盛路）      |  |  |
|          | 岛式站台 |                                          |  |  |
|          | 2 站台   | █3号线 联和方向（下站：佛山西站）        |  |  |

### 站台
本站设有一个岛式站台，位于兴业东路的地底。
|                                           |                                                       |      |          |                                                                             |
| 編號                                      | 设施                                                  | 照片 | 出口指示 | 建議前往的目的地                                                            |
| A                                         | 盲道标志 · 扶手电梯标志                               |      | 兴业路   | 兴业东路公交车站（东行）                                                    |
| C                                         | 盲道标志 · 无障碍通道标志 · 升降机标志 · 扶手电梯标志 |      | 兴业路   | 兴业东路公交车站（西行）、污水处理厂公交车站、兴业罗穆路口公交车站（西行）  |
| D                                         | 盲道标志 · 无障碍通道标志 · 升降机标志 · 扶手电梯标志 |      | 兴业路   | 冼边村公交车站、招大·新招边村公交车站（南行）、兴业罗穆路口公交车站（西行） |
| 註： 設有 \| 設有 \| 設有 \| 設有扶手電梯 |                                                       |      |          |                                                                             |

### 出入口
本站初期设有A、C、D三个出入口供乘客进出，分布于兴业东路南北两侧。

## 历史
3号线于2012年获批时并无设置本站。2015年，3号线规划变更，线路增加兴业路站。2022年，本站定名为兴业东路站。
本站于2016年12月17日正式开工，2019年4月30日完成浇筑首块底板，2021年4月27日实现主体结构封顶。
2024年8月23日，本站随3号线“联和至佛山大学”段开通而启用。